# WASP-121b
WASP-121b (auch bekannt als WASP-121 b und Tylos) ist ein Exoplanet, der den Stern WASP-121 umkreist. WASP-121b ist der erste Exoplanet, in dessen Stratosphäre (d. h. einer atmosphärischen Schicht, in der die Temperaturen mit zunehmender Höhe steigen) Wasser nachgewiesen wurde. WASP-121b befindet sich im Sternbild Achterdeck des Schiffs (Puppis) in einer Entfernung von 262 Parsec (854 Lichtjahre).

## Namensherkunft
Die Bezeichnung WASP verweist auf das Programm Wide Angle Search for Planets, das mittels Transitmethode nach Exoplaneten sucht. Im August 2022 wurde dieser Planet mit seinem Wirtsstern in das Projekt NameExoWorlds der IAU aufgenommen, in dem Menschen aus der ganzen Welt Namensvorschläge einreichen können. Im Juni 2023 wurden die angenommenen Bezeichnungen veröffentlicht. Eine Gruppe aus Bahrain konnte sich mit ihrem Vorschlag durchsetzen. WASP-121b erhielt den neuen Namen Tylos, eine Bezeichnung für Bahrain im Antiken Griechenland. Der Name des Wirtssterns ist Dilmun, der auf die antike Zivilisation verweist, die dort vermutlich einst lebte.

## Eigenschaften
WASP-121b ist ein Heißer Jupiter mit einer Masse von etwa 1,17 Jupitermassen und einem Radius von ungefähr 1,75 Jupiterradien. Der Planet umkreist den Stern, WASP-121, innerhalb von 1,27 Tagen (30,6 Stunden) in einer Entfernung von fast 0,026 Astronomischen Einheiten oder 3,8 Mal dem Radius des Zentralsterns.
Aufgrund seiner Nähe zum Zentralstern ist davon auszugehen, dass die Eigendrehung von WASP-121b durch Gezeitenkräfte an seinen Umlauf gekoppelt ist. Diese sogenannte gebundene Rotation läuft darauf hinaus, dass der Planet dem Stern immer dieselbe Seite zuweist. Dadurch besitzen die beleuchteten und unbeleuchteten Seiten deutlich unterschiedliche Temperaturen. Derzeit geht man von bis zu 3200 Kelvin auf der Tagseite und 1200 Kelvin am kühlsten Ort auf der Nachtseite aus. Nachgelagerte Untersuchungen deuten auf zeitliche Veränderungen hin.
Weiterhin ist zu vermuten, dass der Planet durch dieselben Gezeitenkräfte verformt wird. Eine Methode für einen empirischen Nachweis, die auf einer Messung der Love-Zahlen beruht, wurde 2019 in einer Forschungsarbeit diskutiert. Entsprechende Beobachtungen mit dem Weltraumteleskop Hubble lieferten einen möglichen Hinweis. Die ermittelte Zahl h2 = 1,4 ± 0,8 für WASP-121b, vergleichbar mit Jupiter und Saturn, deutet auf Kräfte hin, die den Planeten verformen sollten. Allerdings sind die nötigen Messungen erheblich durch Nebeneffekte wie die Randverdunklung von Sternen beeinträchtigt und müssen mit Vorsicht betrachtet werden.
Die Äquatorebene des Zentralsterns ist gegenüber der Bahn des Planeten um 8,1° verkippt.

### Atmosphärische Eigenschaften
Eine frühe spektrale Untersuchung des Planeten wies Absorptionsbereiche im nahen Infrarot auf, die auf atmosphärische Temperaturen um 2500 Kelvin zurückzuführen sind. Die Forschenden schlossen daraus auf die Existenz von Wasserdampf (H₂O), Titanoxid (TiO) und Vanadiumoxid (VO). TiO und VO konnten aber in nachfolgenden Studien nicht bestätigt werden. Allerdings weist die Atmosphäre von WASP-121b Metalle wie Eisen, Chrom und Vanadium auf.
Beobachtungen mit dem Weltraumteleskop Hubble ermittelten, dass aufgrund der großen Temperaturunterschiede zwischen der Tag- und Nachtseite das Eisen beim Übergang auf die kühlere Nachtseite aus der Gasphase auskondensiert und Wolken bildet. Das Wasser wechselt dabei von der Dampfphase (Gas) auf der Nachtseite, zu einem glühenden Gas auf der heißen Tagseite, wobei die Moleküle teilweise aufbrechen. Eine Neuauswertung von zuvor gesammelten Spektraldaten spürte neutrales Magnesium, Kalzium, Vanadium, Chrom, Eisen, Kobalt und Nickel auf. Die Atmosphäre enthält zudem Ionen der Metalle Magnesium und Eisen, sowie Chrom, Vanadium, Kalzium, Scandium, Kobalt und Barium.
Die Atmosphäre scheint sich zudem deutlich außerhalb des chemischen Gleichgewichts zu befinden und möglicherweise ins All zu entweichen. Die starken atmosphärischen Strömungen jenseits der Roche-Grenze, die auf einen anhaltenden Atmosphärenverlust hindeuten, wurden Ende 2020 bestätigt. Im Jahr 2021 wurde festgestellt, dass die Planetenatmosphäre etwas blauer und weniger absorbierend als zuvor vermutet ist, was ein Hinweis auf planetarische Wettermuster sein könnte. Bis 2022 wurde das Fehlen von Aluminium und Titan in der Planetenatmosphäre bestätigt und auf die nächtliche Kondensation von hitzebeständigem Aluminiumoxid (Al2O3, Korund), Titandioxid und Perowskit (CaTiO3) zurückgeführt, welches in feine Tröpfchen in niedrigere Schichten abregnet. Korund ist mit Verunreinigungen mit Chrom, Eisen, Titan und Vanadium als Rubin und Saphir bekannt, und kann als Aerosol in der Atmosphäre existieren.
Durch Beobachtungen mit den vier Teleskopen des Very Large Telescope (VLT) der Europäischen Südsternwarte (ESO) konnte 2024 auf WASP-121b erstmals die Höhenstruktur einer Atmosphäre eines Exoplaneten vermessen werden. Dabei fand man zwei separate, horizontale Windsysteme in unterschiedlichen Höhen. Ein Jetstream wälzt Material um den Äquator des Planeten und beschleunigt sich auf der Tagseite. Eine separate Strömung in den unteren Schichten der Atmosphäre transportiert Gas von der heißen Seite zur kühleren Seite. Zusätzlich ergaben die Analysen, dass Wasserstoff oberhalb des Jetstreams in die Höhe getragen wird. Weiterhin wurden zahlreiche (Erd-)Alkalimetalle und Metalle nachgewiesen.
Eine im Jahr 2025 veröffentlichte Studie berichtete über den erstmaligen Fund von Siliziummonoxid in der Atmosphäre von WASP-121b. Die Beobachtungen mit dem Weltraumteleskop James Webb ergaben weiterhin neben der Detektion von Wasser und Kohlenmonoxid überraschenderweise auch Methan auf der Nachtseite des Planeten. Die Autoren vermuten, dass das Gas aus tieferen Schichten in die Hochatmosphäre transportiert werden muss. Aufgrund der hohen Temperaturen und Windgeschwindigkeiten dürfte es sonst kein Methan in messbaren Mengen geben. Die relativen Verhältnisse von Kohlenstoff und Sauerstoff lassen auf einen Entstehungsort in der ursprünglichen zirkumstellaren Scheibe schließen, der warm genug war, um Methaneis sublimieren zu lassen. Es muss aber kalt genug gewesen sein, damit Wasser als Eis vorliegt. Dieser Bereich entspricht etwa dem der Gasplaneten des Sonnensystems zwischen Jupiter und Uranus.

## Hinweise auf einen Exomond
Das mittels Absorptionsspektroskopie um WASP-121b nachgewiesene Natrium ist mit einem extrasolaren Gastorus vereinbar, der möglicherweise von einem verborgenen Exomond gespeist wird, der dem Jupitermond Io ähnelt.